# بوبي جاك رايت
بوبي جاك رايت (بالإنجليزية: Bobby Jack Wright)‏ هو لاعب كرة قدم أمريكية أمريكي، ولد في 11 ديسمبر 1950 في ميشن في الولايات المتحدة.